# Marchegg
Marchegg (cz.  i słow. Marchek) – miasto we wschodniej Austrii, w kraju związkowym Dolna Austria, w powiecie Gänserndorf, przy granicy ze Słowacją. Liczy 2 897 mieszkańców (1 stycznia 2014).

## Historia

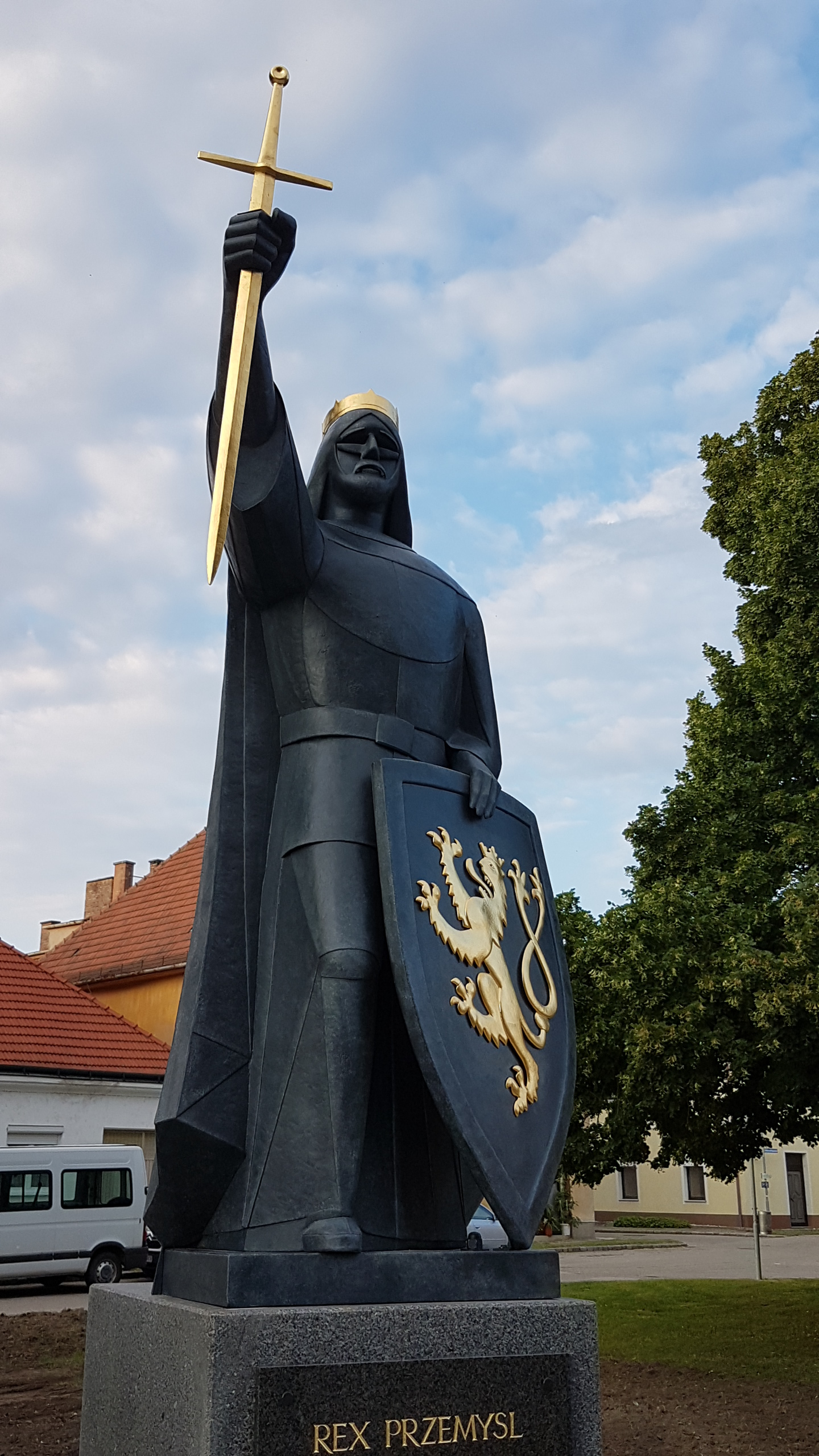
Pomnik króla czeskiego Przemysła Ottokara II, założyciela miasta

Miasto założył w 1268 król czeski Przemysł Ottokar II jako twierdzę obronną na granicy z Węgrami. Zbudowano wówczas gotycki kościół św. Małgorzaty i zamek. Marchegg zostało miastem królewskim. W 1278 miało tu dojść do spotkania wojsk austriackich i węgierskich przed bitwą pod Suchymi Krutami przeciw Czechom.
W 1529 zostało najechane i, z wyjątkiem zamku, zniszczone przez Turków, po czym w 1531 zostało ponownie zasiedlone przez Szwabów. W 1621 miasto przeszło w ręce węgierskiego rodu magnackiego Pálffych, którego przedstawiciele w XVIII wieku rozbudowali gotycki kościół św. Małgorzaty i przebudowali zamek w barokową rezydencję. Pamiątką po rodzie są m.in. kartusze z herbem rodu, występujące na miejscowych zabytkach: w zespole pałacowym, w kościele św. Małgorzaty i na figurze św. Jana Nepomucena. W 1655 do miasta dotarła epidemia, pochłaniając wiele ofiar. W 1793 i 1877 miały miejsce wielkie pożary, w 1862, 1897, 1899 i 1925 miasto nawiedzały powodzie, a w czasie wojny prusko-austriackiej w 1866 w mieście kwaterowali żołnierze pruscy i dotarła do niego epidemia cholery. W 1870 miasto uzyskało połączenie kolejowe z Wiedniem.
Po upadku Austro-Węgier, w 1918, miasto znalazło się w składzie Republiki Austrii, a w 1938 w wyniku Anschlussu zostało anektowane przez nazistowskie Niemcy, w których składzie pozostawało do końca II wojny światowej w 1945. U schyłku wojny do miasta dotarła Armia Czerwona.
W 1965 i 1990 miasto dotknęły kolejne powodzie. W 1973 na stacji kolejowej w Marchegg miał miejsce arabski atak terrorystyczny.
W 2018, w 750. rocznicę powstania miasta, na głównym placu odsłonięto pomnik jego założyciela, króla Przemysła Ottokara II.

## Zabytki
- częściowo zachowane średniowieczne mury miejskie z bramami Węgierską (Ungartor) i Wiedeńską (Wienertor)
- Pałac Pálffych, barokowy, w miejscu dawnego zamku, wraz z parkiem i mauzoleum Pálffych z 1925
- kościół św. Małgorzaty, gotycko-barokowy, sięgający XIII w., przebudowany w XVIII w.
- figura św. Jana Nepomucena z XVIII w., barokowa
- kolumna maryjna z XVIII w., barokowa
- ratusz z XIX w.
- barokowe domy i budynki z XVIII w.

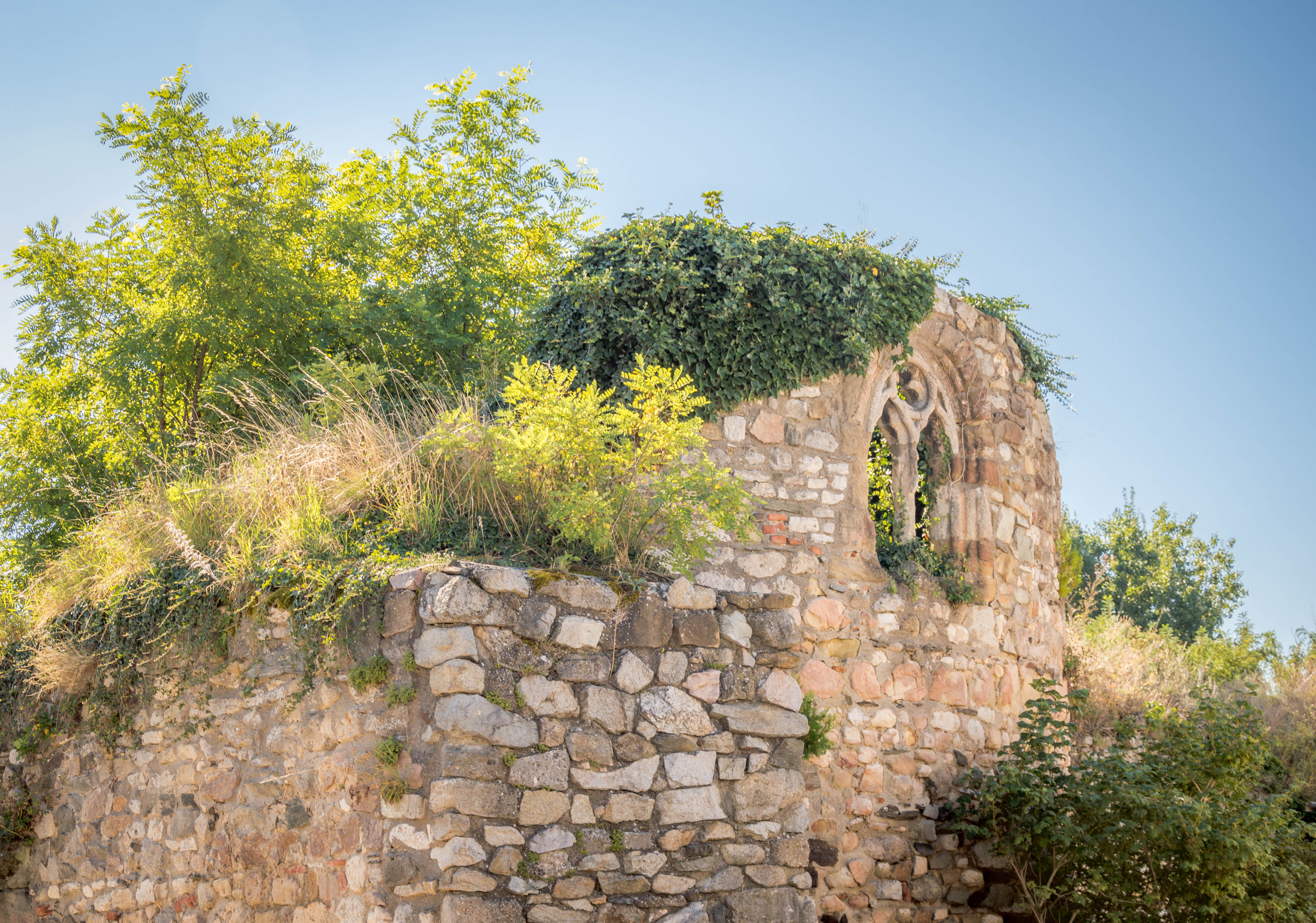
Brama Węgierska (Ungarntor)
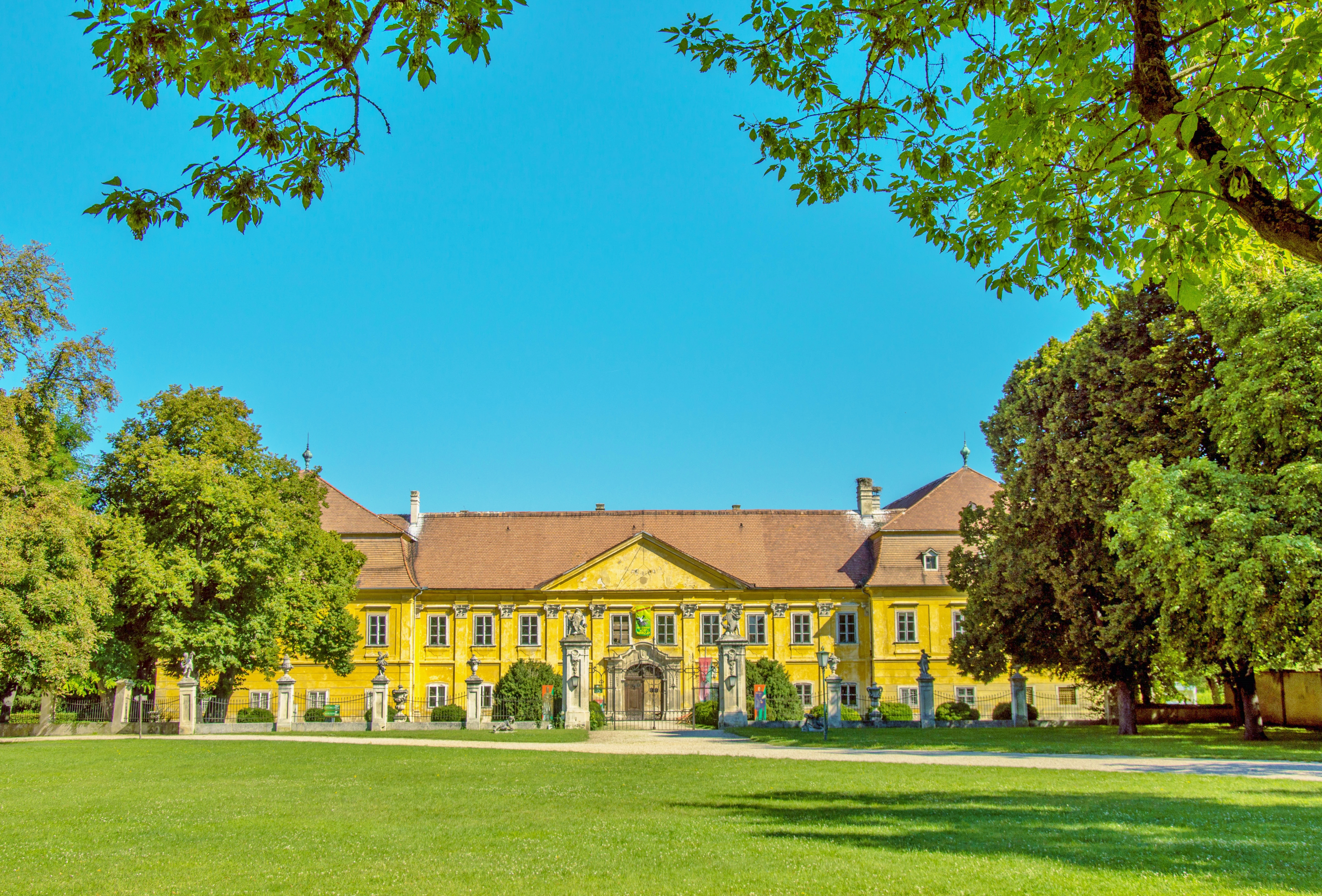
Pałac Pálffych
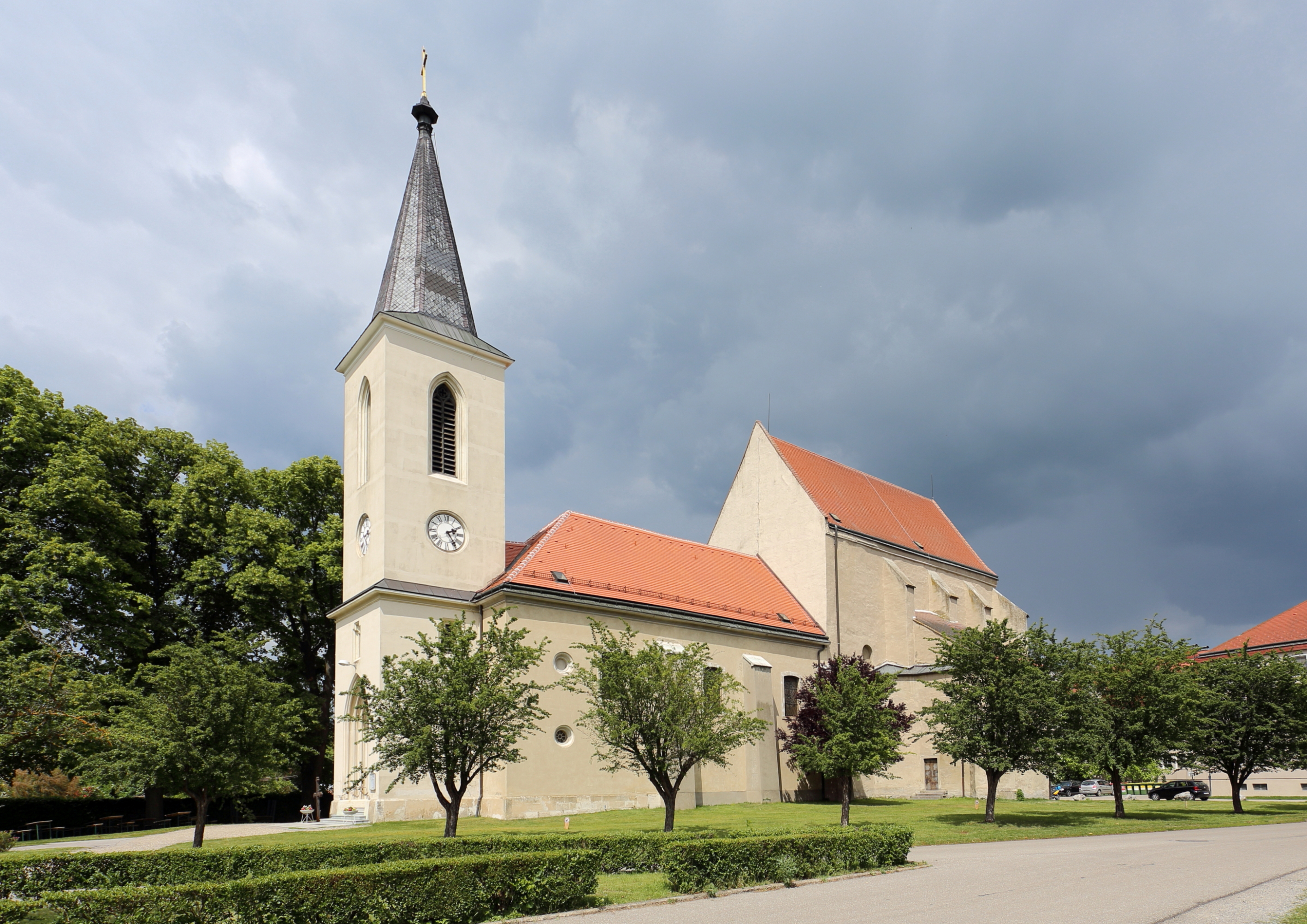
Kościół św. Małgorzaty
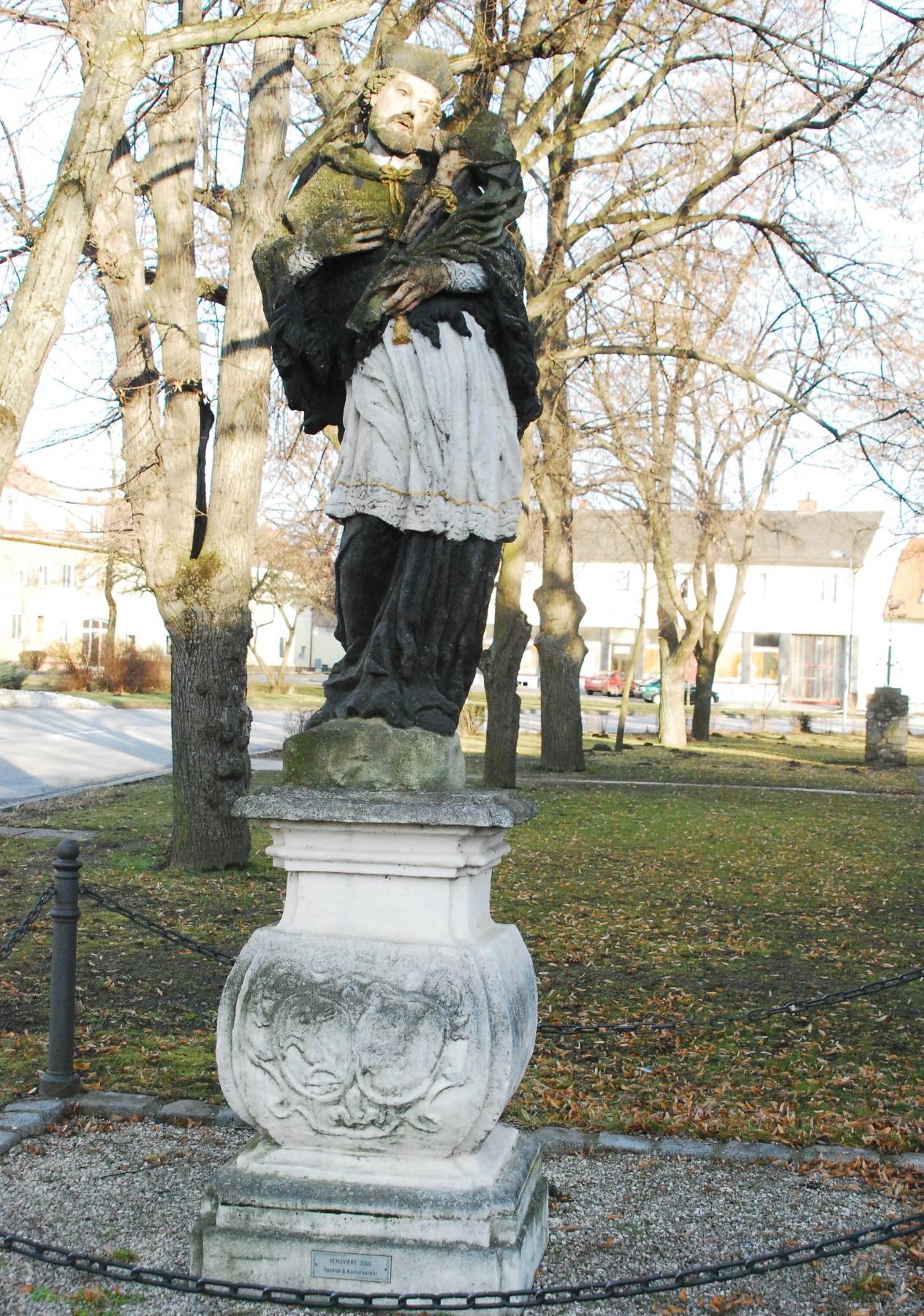
Figura św. Jana Nepomucena